# Passiflora eichleriana
Passiflora eichleriana är en passionsblomsväxtart som beskrevs av Maxwell Tylden Masters. Passiflora eichleriana ingår i släktet passionsblommor, och familjen passionsblomsväxter. Inga underarter finns listade i Catalogue of Life.